# Jostein Helge Bernhardsen
Jostein Helge Bernhardsen, född 18 juni 1945 i Meland, Nordhordland, död 
27 december 2023, var en norsk diplomat.
Han började arbeta på Norges utrikesministerium 1973. Han var norsk ambassadör i Kiev från 2001 till 2006 och i Bryssel från 2006.